# Elferspitze (Alpes de Stubai)
L'Elferspitze est une montagne qui s’élève à 2 505 m d’altitude dans les Alpes de Stubai, en Autriche.